# Goiana (kommun)
Goiana är en kommun i Brasilien.   Den ligger i delstaten Pernambuco, i den östra delen av landet, 1 700 km nordost om huvudstaden Brasília. Antalet invånare är 75 648.
Följande samhällen finns i Goiana:
- Goiana

Omgivningarna runt Goiana är en mosaik av jordbruksmark och naturlig växtlighet. Runt Goiana är det ganska tätbefolkat, med 155 invånare per kvadratkilometer.